# Libnotes (Afrolimonia) joanae
Libnotes (Afrolimonia) joanae is een tweevleugelige uit de familie steltmuggen (Limoniidae). De soort komt voor in het Afrotropisch gebied.